# Josef Resler
Josef Resler (1907 – ?) byl český rolník odsouzen v prvním ze tří politických procesů v rámci Akce Kluky.

## Život
Josef Resler byl společně s Janem Vepříkem (narozen roku 1908 v Sudoměři) odsouzen jako jediný na doživotí. Byl podle něj pojmenován jeden ze tří procesů v rámci Akce Kluky (proces s Reslerem a spol.).
Zatčen byl bezprostředně po zatčení Zdeňka Vlasty spolu s Janem Pecháčkem, Miroslavem Pražákem a Janem Vepříkem. Byl jeden z prostředníků při skrývání Zdeňka Vlasty a dále byl obžalován z úkrytu střelných zbraní. Za vše si měl účtovat částky v řádech tisících korun a organizovat skupiny pro protistátní rozvratnou činnost. Ta měla spočívat i v organizaci místních zemědělců nespokojených se situací po únoru 1948. Všechna tato činnost však byla organizována z řad agentů StB.
Propuštěn měl být po amnestii z roku 1960, avšak Josef Resler se jí dočkal až roku 1964, což z něho dělá nejdéle vězněného aktéra z procesu Akce Kluky. Všechny osoby propuštěné touto amnestií byli však bedlivě sledováni StB, takže o svobodě z propuštění nemohla být tak úplně řeč.
I přesto, že byly známy skutečnosti o protizákonném jednání členů policejních sborů vůči zatčeným osobám, byli pouze někteří potrestání až v šedesátých letech (přestože se o tom vědělo již roku 1953), a to přeložením na nižší pozici. O brutalitě nahánějící v obětech StB strach víme mimo jiné i z motáku Jana Vepříka, který ho nechal propašovat z vězení (pravděpodobně Barbora v Jáchymově) a z pamětí Josefa Houžviče, který je sepsal roku 1968 (odsouzený byl na 18 let za shromažďování a ukrývání střelných zbraní, propuštěný po téměř osmi letech).